# معدل اختراق
معدل الاختراق في الصناعات الحفرية النفطية هو السرعة التي تخترق فيها لقمة المثقاب الصخور أسفل الآبار، ويسمي أيضًا بمعدل الحفر، ويتم قياسه بوحدة قدم لكل متر أو متر لكل ساعة، ولكن في بعض الأحيان يتم قياسه بوحدة الدقيقة لكل قدم.
ومعدل الاختراق عادة ما يكون كبيرًا عند الحفر في تركيبة خفيفة مثل الصخور الرملية ويقل المعدل عند الحفر في الصخور الطفلية الصلبة نتيجة للانبعاجات والتحويرات والإجهادات المرتفعة علي ماكينة الحفر.